# 金毛犼

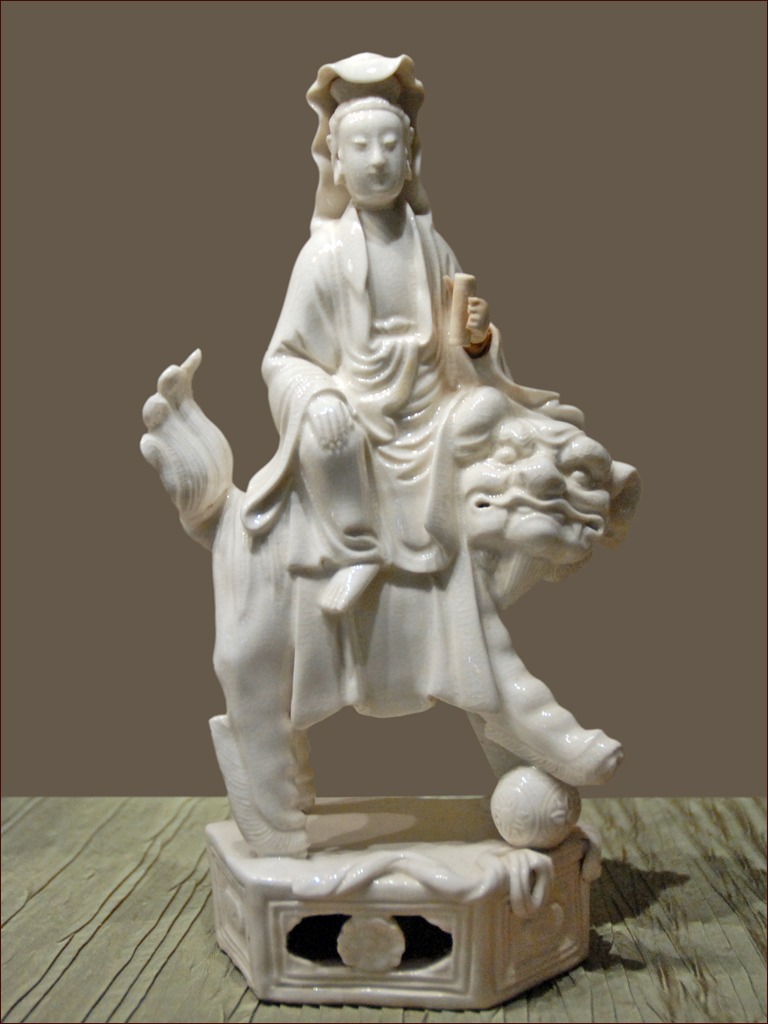
騎乘坐騎的觀世音菩薩

金毛犼，亦作金毛吼，是中国神话及傳說中出現的靈獸，身材和狮子差不多大。根據傳說與文學作品，金毛犼為觀世音菩薩之坐騎。

## 文學形象
在《西遊記》中，金毛犼為觀世音菩薩的坐騎，但因牧童打盹而疏於職守，導致金毛犼咬斷鐵索而逃脫至凡間，化身為賽太歲居住於麒麟山獬豸洞，手下有數名妖怪。賽太歲擄走朱紫國的金聖皇后，但由於皇后身著神仙贈與的五彩仙衣而無法為人沾染，因此賽太歲便要求朱紫國向他進貢宮女。賽太歲持有太上老君所製作的寶貝「紫金鈴」，上有三顆金鈴鐺：晃動第一顆能放出三百丈火光、第二顆可以釋放三百丈煙光，第三顆則會釋出三百丈黃沙。賽太歲曾與孫悟空數度交戰；最後一次交手時，因為紫金鈴為孫悟空所盜而居於劣勢，之後觀世音菩薩出面收服賽太歲，並以緊箍咒要求私吞寶貝的孫悟空交出紫金鈴。
在《封神演義》中，金毛犼為截教門徒金光仙。由於火靈聖母與廣成子的衝突，加上申公豹的挑撥離間，使得截教與闡教發生衝突，進而開戰。於萬仙陣之戰時，金光仙執掌「四象陣」迎戰闡教門徒與周軍，但為慈航道人（觀世音菩薩於書中的前身）所敗而現出原形，並成為慈航道人之坐騎。

## 當代文化
- 2024年動畫電影《白蛇：浮生》，金毛犼被設定為法海的神獸。

## 關聯圖像

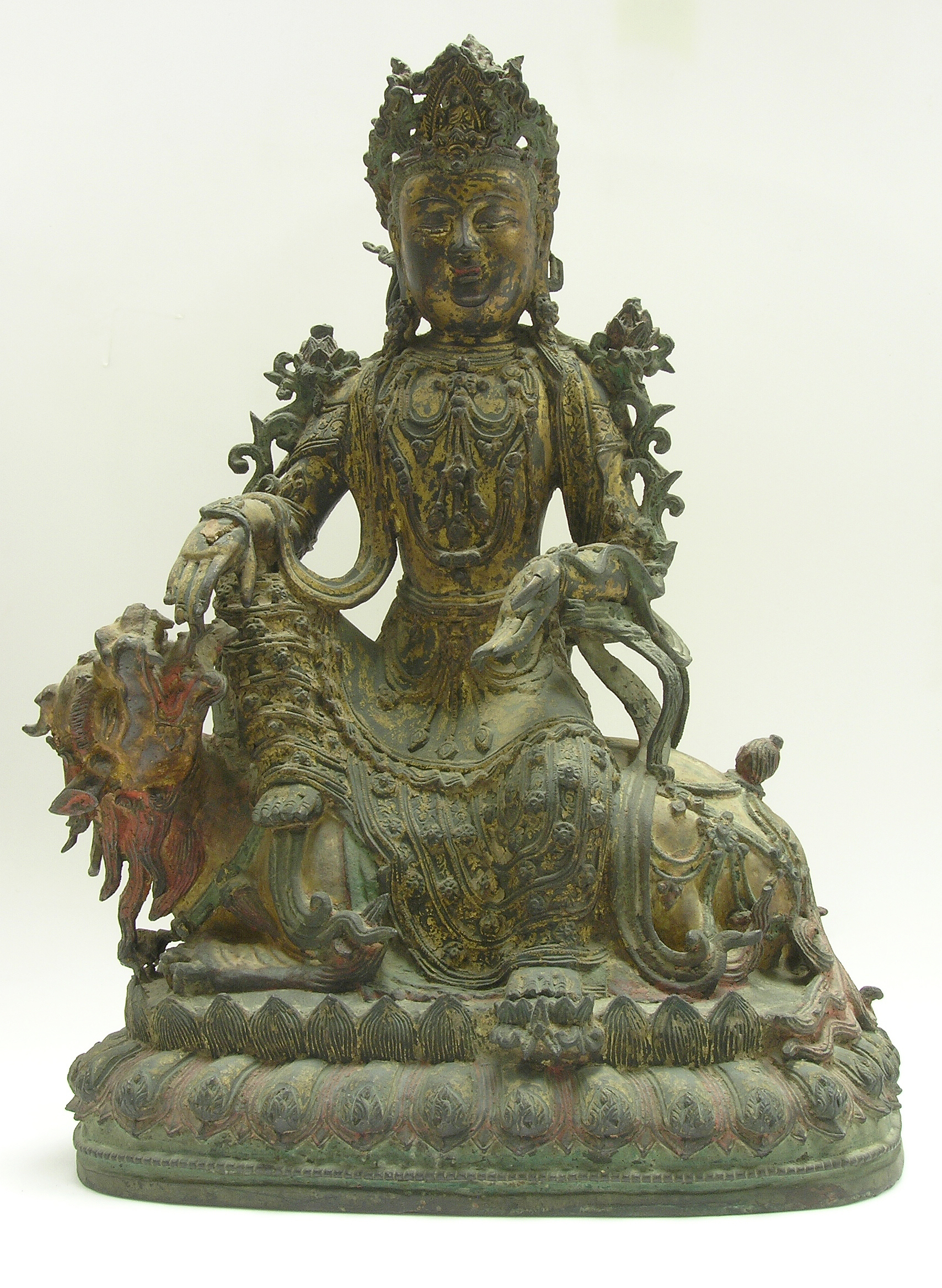
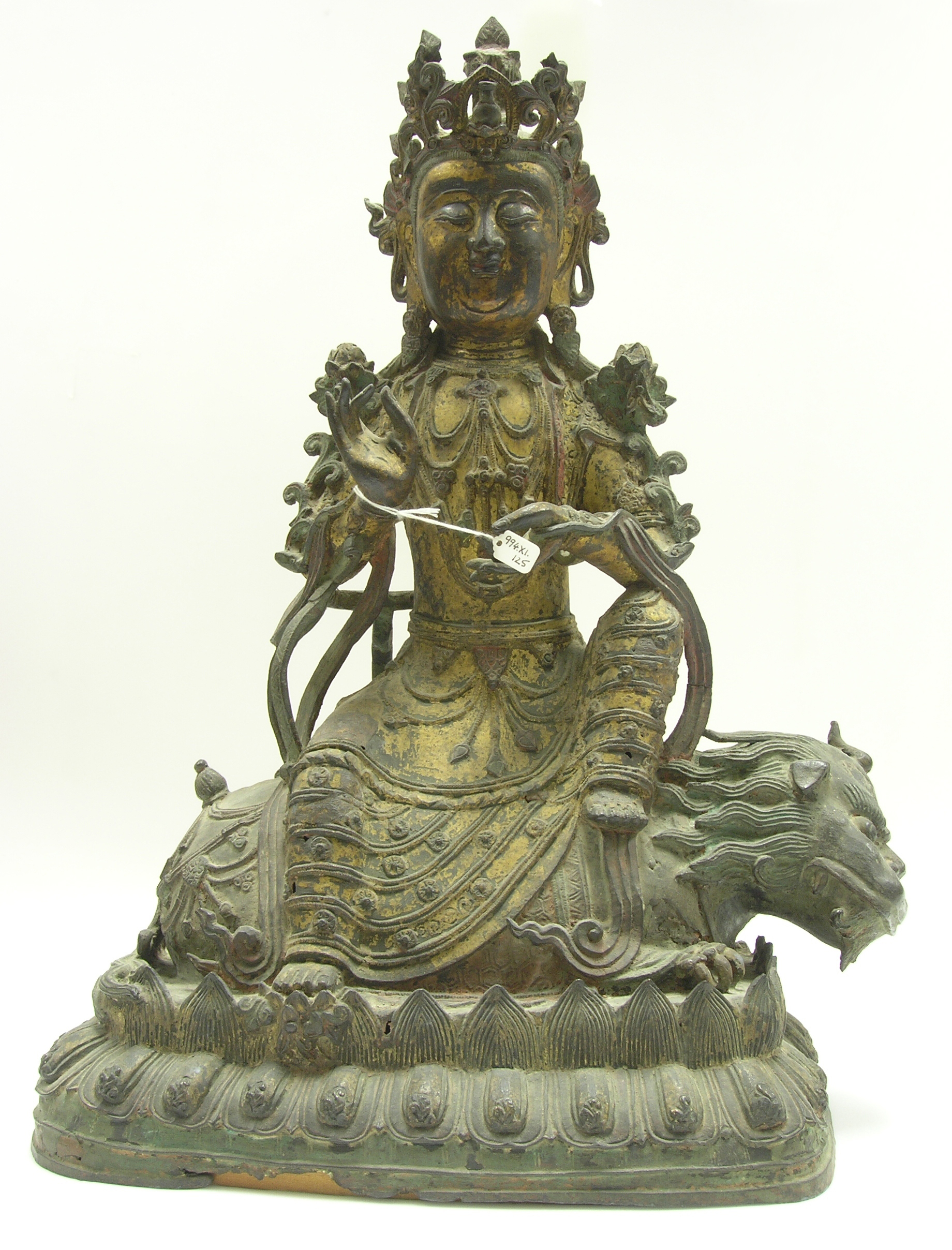